# 唐击小勃律之战

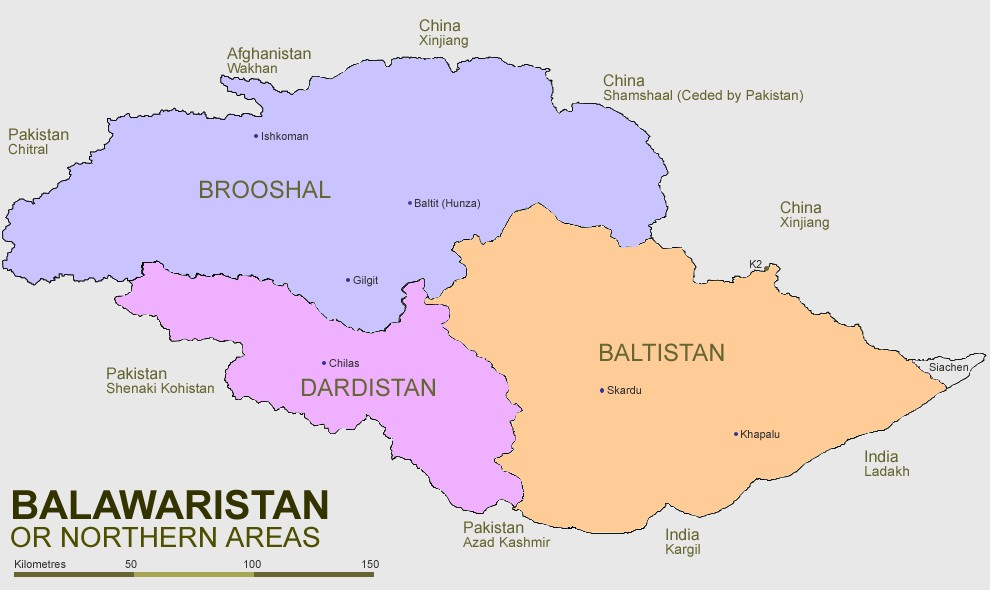
小勃律國所在位置.

唐击小勃律之战是唐朝与吐蕃的战争中的战役。唐玄宗天宝六载（747年），安西副都护、都知兵马使并兼安西四镇节度副使高仙芝率军击败依附吐蕃的小勃律国。

## 歷史沿革
开元十年（722年）九月十五日，吐蕃出兵围攻小勃律王没慬忙。没慬忙抵抗同时向唐朝北庭节度使张孝嵩求救，说明小勃律（今克什米尔北境吉尔吉特一带的古代民族）是唐朝西门，勃律灭亡，西域难保。张孝嵩立即派疏勒副使张思礼率领四千蕃汉步骑援救。没慬忙与唐军夹击吐蕃军，杀吐蕃军数万，小勃律失地收复。
后来，吐蕃赞普将公主嫁给小勃律王，小勃律及其周边二十多个小国都归附吐蕃，不再朝贡唐朝。安西节度使田仁琬、盖嘉运、夫蒙灵詧多次征讨不胜。天宝六载（747年），唐玄宗令高仙芝为行营节度使，率兵一万讨伐。高仙芝率军由安西（龟兹，今新疆库车东郊皮朗旧城）出发，经过一百多天到达特勒满川，开始分兵三路。疏勒守捉使赵崇玭率领三千骑兵出北谷，拨换守捉使贾崇权从赤佛堂进軍，高仙芝与宦官边令诚由护密国进军，定在七月十三日辰时于吐蕃军据守的连云堡（今阿富汗东北部喷赤河南源附近）会师。连云堡有吐蕃军千人，又有八九千人在城南十五里扎营。吐蕃军发现唐军抵达，未做准备，大为震惊，滚木礌石齐发。高仙芝命郎将李嗣业担任陌刀将，率领陌刀手登山，力战吐蕃军。从辰时战到巳时，大胜，斩杀吐蕃军五千余人，俘虏一千余人。边令诚不敢前进，高仙芝于是让边令诚率老弱士兵三千留守连云堡，自己率大军继续前进。
三天后，抵达坦驹岭（在今克什米尔西北巴勒提特之北），岭下四十多里即阿弩越城。高仙芝怕军士不敢下岭，先派二十多个骑兵穿着胡服假扮成阿弩越城的降人，说娑夷水（弱水，今克什米尔西北吉尔吉特附近印度河北岸支流）上的藤桥已经被砍断，吐蕃军无法过河。高仙芝属下军士大喜，于是下岭向阿弩越城进发。三天后，阿弩越城守军派人请降。第二天，高仙芝抵达阿弩越城，派将军席元庆率一千騎兵先入。席元庆俘虏小勃律诸大臣，小勃律王和吐蕃公主迷进石窟。高仙芝杀死依附吐蕃的几个大臣，派席元庆去砍断藤桥。藤桥砍断后，吐蕃大军抵达，无法渡河。八月，高仙芝俘虏了小勃律王和吐蕃公主，班师回朝。

## 參閱
- 大勃律之戰